# Comté d'Union (New Jersey)
Pour les articles homonymes, voir Comté de Union.
Le comté d'Union (en anglais : Union County) est un comté résidentiel baigné par l'océan Atlantique, dans le nord-est de l'État de New Jersey, et fait partie de l'agglomération new-yorkaise. Son siège est Elizabeth.
Selon le recensement de 2010, il compte 536 499 habitants, en augmentation de 13 958 hab. (2,7 %) depuis le recensement de 2000, ce qui le place au 7e rang de l'État. Le Bureau des Études Économiques le classe au 119e rang (sur 3113) des comtés des États-Unis pour le revenu par tête en 2009, et selon le magazine Forbes, c'est le second des États-Unis pour le niveau de la taxe d'habitation. C'est aussi l'un des comtés les plus densément peuplés de la Fédération (1 930 hab/km2).
Le comté a été créé le 19 mars 1857 par scission du comté d'Essex.

## Géographie

### Géographie physique
Selon le recensement fédéral de 2010, le comté recouvre une superficie totale de 273 km2, dont 266,4 km2 (soit 97,59 %) de terre et 6,6 km2 (soit 2,42 %) d'eau.
L'essentiel de la superficie est une plaine côtière. Seuls les confins nord-ouest commencent à s'élever avec les monts Watchung, massif primaire fortement érodé qui culmine à 171 m (banlieue pavillonnaire de Berkeley Heights).

### Géolocalisation
|                                   | Comté d'Essex      |                 |
| Comté de Somerset Comté de Morris | Comté d'Union      | Comté de Hudson |
|                                   | Comté de Middlesex |                 |

### Climat
Ces dernières années, les températures moyennes du chef-lieu de comté, Elizabeth, variaient entre −4 °C en janvier à 30 °C en juillet, avec un record de froid à −26 °C en février 1934, et un maximum historique de 41 °C en juillet 1993. Les précipitations mensuelles moyennes varient de 76 mm en février, à 121 mm en juillet.

### Démographie
Au terme du recensement de 2000, on comptait 522 541 habitants, 186 124 foyers et 133 264 familles résidant dans le comté. La densité de population était de 1 953 hab/km2. Il y avait 192 945 logements soit une densité moyenne de 721 /km2.
Le comté est majoritairement blanc (66 %, dont 20 % hispaniques et 13 % d'origine italienne) et afro-américain (21 %), et seulement 4 % d'asiatiques..
Parmi les 186 124 foyers, 34 % abritent au moins un enfant mineur, 52,6 % sont des couples mariés vivant ensemble, 14,2 % sont des mères vivant seules et 28,4 % sont des colocataires. 23,6 % des foyers sont des personnes seules et 10,2 % sont des personnes âgées seules de plus de 65 ans.
La structure de la population par âges s'établit ainsi : 24,9 % de jeunes de moins de 18 ans, 7,9 % de jeunes gens âgés entre 18 et 24 ans, 31,3 % entre 25 et 44 ans, 22,1 % from 45 to 64 ans, and 13,80 % de plus de 65 ans. L’âge moyen est de 37 ans. Il y a 92,7 hommes pour 100 femmes.
Le revenu moyen par foyer est de 55 339 $, et le revenu moyen par famille est de 65 234 $. Le revenu masculin moyen est de 44 544 $, contre 32 487 $ pour les femmes. Le revenu par tête dans le comté est de 26 992 $. Plus de 6 % des familles et plus de 8 % de la population vit sous le seuil de pauvreté, dont 10,5 % d'enfants mineurs 18 et 8 % des plus de 65 ans.
Les banlieues résidentielles de Berkeley Heights, New Providence, Westfield, Summit, Cranford, Kenilworth, Clark, Linden, Springfield et Scotch Plains sont majoritairement habitées par des blancs d'origine ouest-européenne ou juifs américains. Plainfield, Roselle, Linden, Union, Rahway et Elizabeth comptent d'importantes communautés d'Afro-Américains. Roselle Park abrite une importante communauté d'Indo-Américains, alors que Linden, Rahway, Plainfield et surtout le chef-lieu, Elizabeth, enregistrent une forte croissance des populations Hispaniques et lusophones.

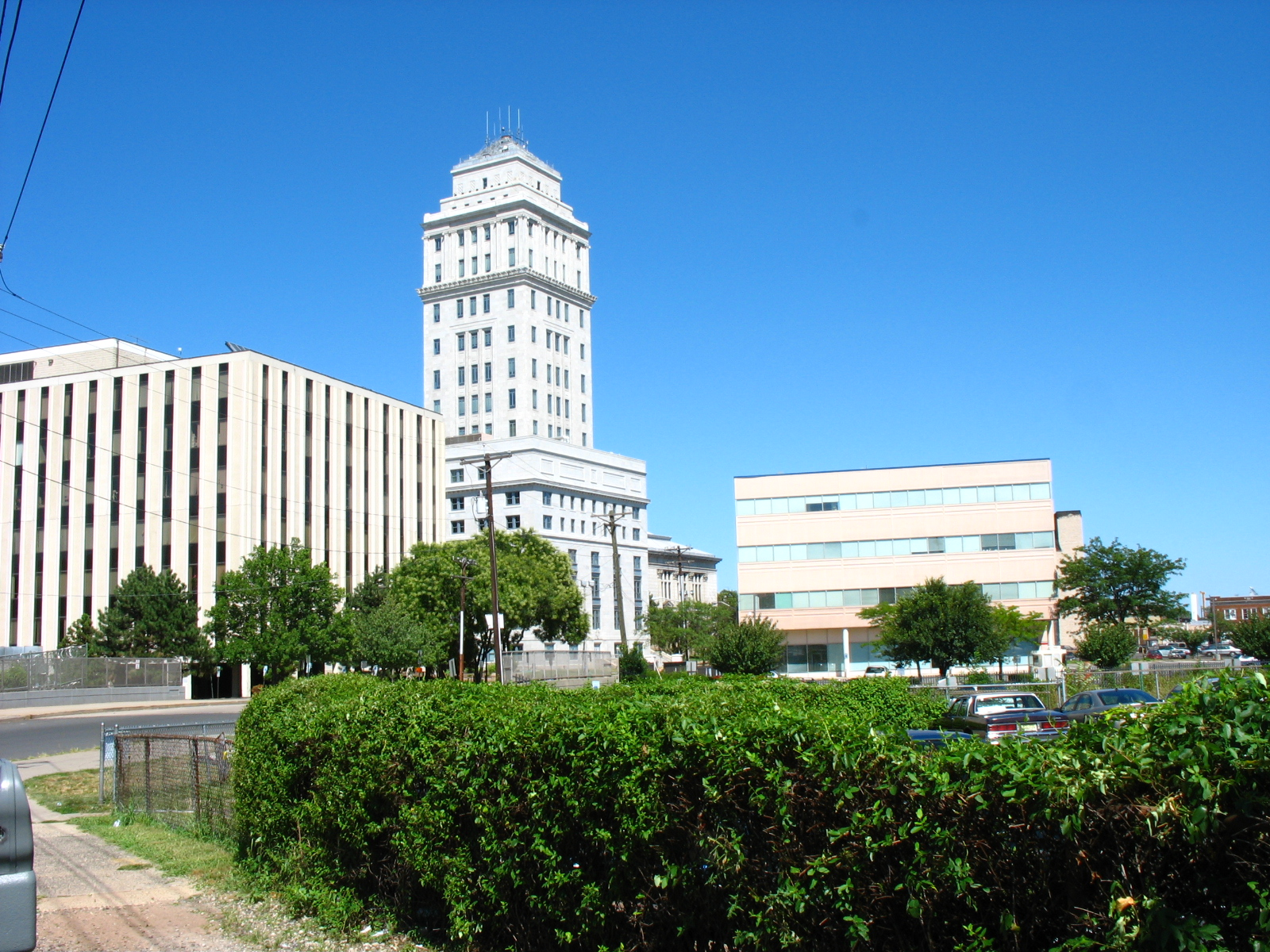
Le tribunal d'Union County à Elizabeth.

## Transport
Le comté est desservi par de nombreux réseaux ferroviaires, autoroutiers et portuaires.
Parmi les principales routes, il y a le New Jersey Turnpike (Interstate 95), l’Interstate 78 ainsi que le pont Goethals.
Le trafic ferroviaire de voyageurs est assuré par le New Jersey Transit via le Northeast Corridor. Le fret de marchandise est assuré par la Lehigh Line de Conrail.
Le terminal maritime d'Elizabeth dépend de Port Authority of New York and New Jersey.
La partie sud de l'aéroport international Liberty de Newark se situe à Elizabeth.

## Communes

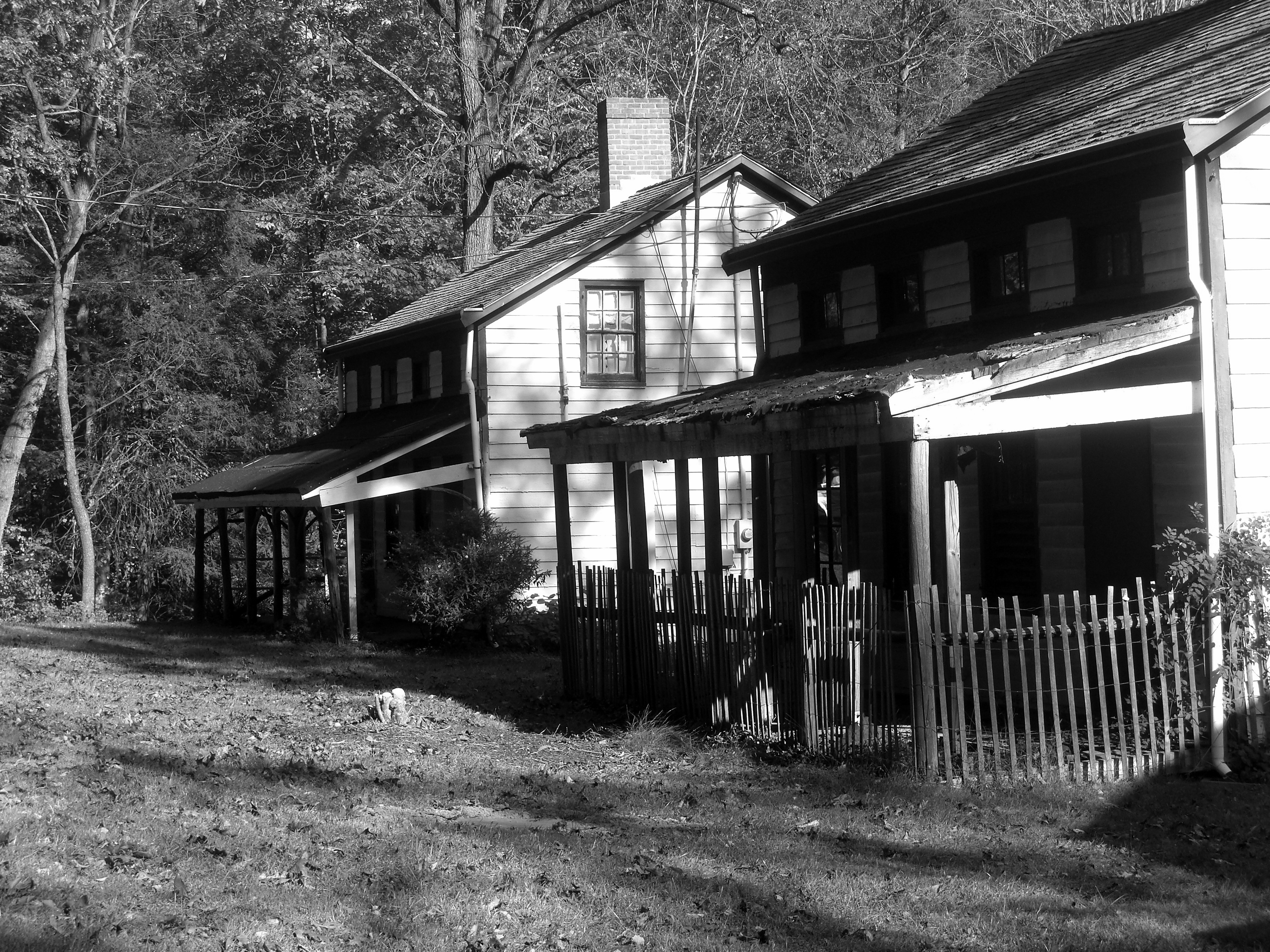
Une ville-fantôme du comté : Feltville.

### Boroughs
- Fanwood (6)
- Garwood (5)
- Kenilworth (8)
- Mountainside (3)
- New Providence (2)
- Roselle Park (9)
- Roselle (10)

### Villes
- Elizabeth (11)
- Linden (12)
- Plainfield (7)
- Rahway (13)
- Summit (1)
- Westfield (4)

### Banlieues résidentielles
- Berkeley Heights (21)
- Clark (14)
- Cranford (16)
- Hillside (19)
- Scotch Plains (20)
- Springfield Township (17)
- Union Township (18)
- Winfield Township (15)

## Jardins publics

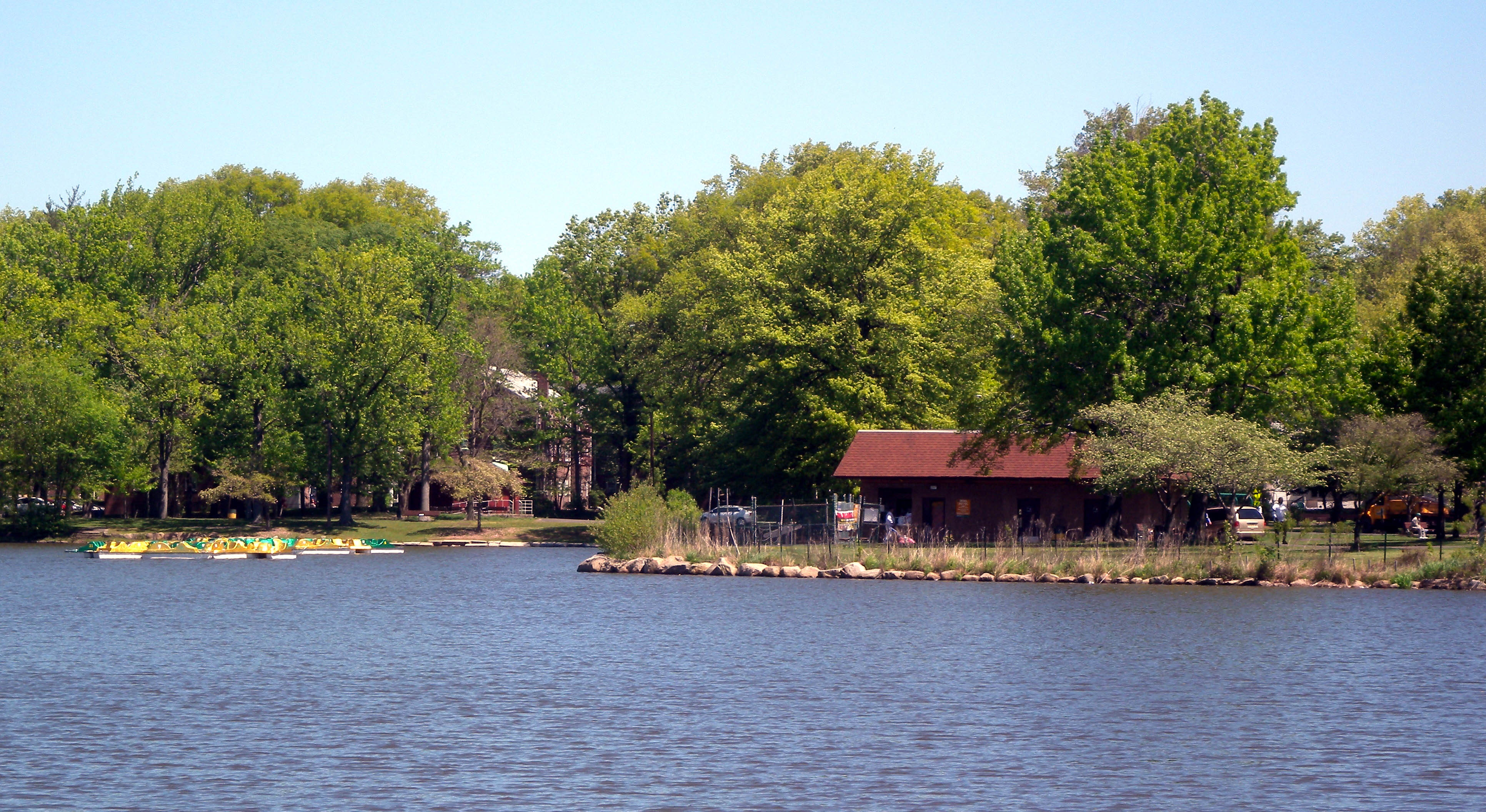
Le parc de Warinanco.

- Ash Brook Reservation
- Black Brook Park
- Briant Park
- Brookside Park
- Cedar Brook Park
- Echo Lake Park
- Elizabeth River Park
- Green Brook Park
- Hidden Valley Park
- Lenape Park
- Madison Avenue Park
- Mattano Park
- McConnell Park
- Milton Lake Park
- Nomahagen Park
- Oak Ridge Park
- Passaic River Park
- Phil Rizzuto Park
- Ponderosa Farm Park
- Rahway River Park
- Rahway River Parkway
- Tamaques Park
- Unami Park
- Warinanco Park

## Autres attractions
- Golf d’Ash Brook
- Golf de Galloping Hill
- Parcours de tir à l'arc d’Oak Ridge
- Trailside Nature et son centre d'interprétation
- Patinoire de Warinanco
- Réserve naturelle de Watchung